# Constant Troyon
Constant Troyon (Sèvres, 28. kolovoza 1810. – Pariz, 21. veljače 1865.) bio je francuski slikar, pripadnik Barbizonske škole.

## Životopis
Constant Troyon je rođen Sèvresu, gradiću u blizini Pariza kao sin dekoratora porculana Jeana-Marie-Dominiquea (1780. – 1817.). U početku je oslikavao dekoracije na porculanu u svom rodnom mjestu nastavljajući obiteljsku tradiciju, potom se posvetio slikarstvu. Njegovi prvi učitelji slikanja bili su Denis-Desiré Riocreux, konzervator muzeja u Sèvresu i Camille Roqueplan. 
Godine 1830. surađivao je sa slikarom Paulom Huetom, da bi se od 1840. pridružio Barbizonskoj školi pejzažnog slikarstva. Troyon je značajan po tome što je realističko shvaćanje te škole primijenio na prikazivanje životinja kao npr. stada krava i ovaca na paši, volova i konja na pojilištu, te prizora lova. Zajedno s drugim pripadnicima Barbizonske škole, postiže velik uspjeh na tradicionalnoj izložbi  Salon u Parizu 1855. godine. Tijekom svog života dobio je još četiri nagrade na istoj izložbi, a dodijeljeno mu je i odlikovanje Legije časti. Među njegovim obožavateljima bili su i Napoleon III. i Théophile Gautier.
Troyon umire 1865. u Parizu, nakon teške psihijatrijske bolesti. Pokopan je na groblju Montmartre. Pošto nije imao potomaka, njegova je majka uspostavila novčanu nagradu "Prix Troyon", namijenjenu slikarima koji se ističu u slikanju životinja. Nagradu dodjeljuje jednom godišnje Škola likovnih umjetnosti u Parizu.

## Galerija slika
- Potok u šumi, oko 1860., Muzej Louvre, Pariz, Francuska
- Pastoralna scena, oko 1860., Muzej likovnih umjetnosti, Budimpešta, Mađarska
- Pastir,  oko 1860., Muzej likovnih umjetnosti, Budimpešta, Mađarska
- Krave na pojilištu, 1851., Muzej umjetnosti Walters, Baltimore, SAD
- Odlazak na sajam, Ermitaž, Sankt-Peterburg, Rusija

## Vanjske poveznice
- (engl.) Constant Troynon na Artcyclopediji, pristupljeno 31. kolovoza 2014.
- (fr.) Slike Constanta Troyona u francuskim muzejima, pristupljeno 31. kolovoza 2014.
- Lovočuvar i Guščarica Constanta Troyona u Muzeju Orsay, Pariz  Arhivirana inačica izvorne stranice od 5. ožujka 2016. (Wayback Machine), pristupljeno 31. kolovoza 2014.